# Lîceanka, Kiev-Sveatoșîn
Lîceanka (în ucraineană Личанка) este o comună în raionul Kiev-Sveatoșîn, regiunea Kiev, Ucraina, formată numai din satul de reședință.

## Demografie
Componența lingvistică a comunei Lîceanka
     Ucraineană (98,9%)
     Rusă (1,1%)
Conform recensământului din 2001, majoritatea populației comunei Lîceanka era vorbitoare de ucraineană (98,9%), existând în minoritate și vorbitori de rusă (1,1%).